# Herenboer

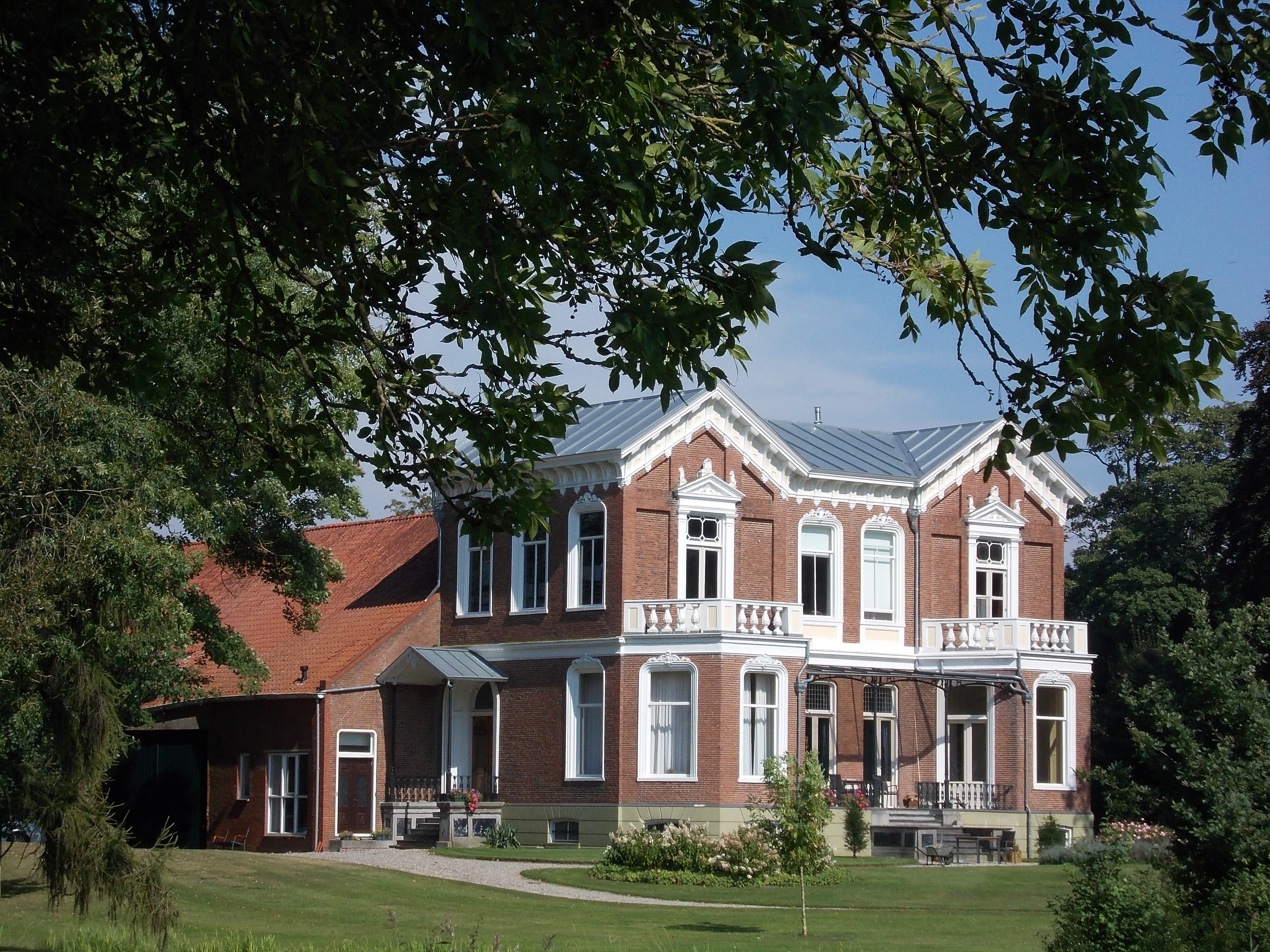
Herenboerderij uit Oostwold (Groningen)

Een herenboer of scholtenboer is een boer die voldoende kapitaal heeft om niet zelf het land te bewerken, maar hiervoor personeel in dienst heeft.
In Nederland kwamen deze herenboeren vooral voor in Groninger Hogeland en het Oldambt, in mindere mate in de Groningse en Drentse veenkoloniën. Herenboeren waren verder te vinden in delen van Friesland (met name Het Bildt), op de Zuid-Hollandse Eilanden, in Noordwest-Brabant, in Zeeland (vooral Zeeuws-Vlaanderen) en in mindere mate in het Gelderse rivierengebied. In de Gelderse Achterhoek werden deze grootgrondbezitters scholteboeren genoemd. Ook in de Vlaamse Polderstreek was deze sociale laag toonaangevend.
De opkomst van de herenboeren was vooral het gevolg van de agrarische revolutie. Karl Marx beschreef in het beroemde hoofdstuk 24 van Het Kapitaal (1867) het ontstaan van het agrarische kapitalisme in Engeland aan de hand van het succes van de agrarische ondernemers of kapitalistische pachters, met name in East Anglia. Elders in West-Europa bestonden meer landbouwgebieden waar de herenboeren dominant waren, met name in grote delen van Frankrijk (Normandië), Duitsland (Oost-Elbië en Sleeswijk-Holstein) en Italië (Povlakte). De film Novecento van Bernardo Bertolucci (1976) is gewijd aan de sociale tegenstellingen op een Italiaanse herenboerderij. 
Voorgangers van de negentiende-eeuwse herenboeren waren de eigenerfden, in Engeland yeomen genoemd. Daarmee vergelijkbaar zijn de Hufner of Vollbauern in Duitsland.
In de negentiende eeuw stonden de herenboeren bekend om hun rijkdom vanwege het verbouwen en verhandelen van grote hoeveelheden graan, aardappelen en andere landbouwproducten. Deze rijkdom uitte zich vooral in sociale positie en aanzien. Boerderijen werden vergroot en versierd en omgeven door de slingertuinen in Engelse landschapsstijl. Door de verschillen tussen enerzijds de kleine groep herenboeren en anderzijds de landarbeiders waren de klassentegenstellingen groot. Meerdere herenboeren waren actief in de plaatselijke, provinciale en landelijke politiek. 
Anno 2024 is een Herenboer een lid van een coöperatieve, gemengde, duurzame boerderij. Vanuit Stichting Herenboeren Nederland is sinds 2013 een landelijk netwerk van 24 coöperatieve en natuurgedreven Herenboerderijen ontstaan. Elk van deze boerderijen is eigendom is van een coöperatie 200-250 huishoudens, die tevens de directe afnemers zijn van de producten. Eén of meer professionele boeren werken in loondienst voor Herenboeren Nederland en zijn gedetacheerd op de lokale boerderijen, waar zij de meewerkend voorman (m/v) zijn. De coöperatieleden zijn niet alleen mede-eigenaar en consument, maar helpen vaak ook actief mee op de boerderij. Er worden op de boerderij zowel diverse soorten groentes verbouwd (vaak tot wel 50 soorten) als fruit geteeld en kleinschalig dieren gehouden voor vlees/eieren (kippen, varkens en runderen). Herenboeren is in 2013 opgericht met de ambitie om bij te dragen aan het realiseren van een natuurgedreven en volhoudbaar landbouw- en voedselsysteem in Nederland. De korte, lokale keten en de coöperatieve constructie, brengen de zeggenschap over het voedsel weer terug bij boeren en burgers in plaats van de grote agro-industrie en supermarkten. De natuurgedreven aanpak is gericht op regeneratie van de bodem en verhoging van biodiversiteit. Ook werken Herenboerderijen toe naar circulaire bedrijfsvoering. 